# Heiligenberg (Boden-tói járás)
Heiligenberg egy község a bodensee-i kerületben, Baden-Württembergben,  Salemtől hét kilométerrel északra, Németországban.
Heiligenberg Frickingen és Owingen községekkel határos.

## Népesség
A település népessége az elmúlt években az alábbi módon változott:
| Lakosok száma | 2272 | 3032 | 3042 | 3138 | 3177 | 3194 |
|               | 1975 | 2017 | 2019 | 2021 | 2022 | 2023 |

## Fekvése
Heiligenberg (szó szerint: szent hegy) felső Linzgau régióban fekszik. A fekvésének köszönhető, hogy gyönyörű kilátás nyílik róla az Alpokra, és a Boden-tóra. Ismert még úgy is, mint a „tóra néző terasz”, mert a város 700-800 méterrel a tengerszint felett van.  Ezért ott nyáron- ahhoz képest, hogy tavi térség- kevesebb a fülledt nap, és télen sokkal több a hó, ezért Heiligenbergben és környékén népszerűek a téli sportok. A földrajzi jellemzők és az éghajlat miatt országosan ismert gyógyfürdői vannak.

## Történelem
A település néhány részén kőkorszaki települések nyomait találták. A kereszténységet i. sz. 600 körül Szent Gallusz ír tanítvány kezdte el hirdetni. Nem tisztázott, hogy a város neve a kereszténység hatására lett-e Heiligenberg, vagy mert azelőtt imahelyként szolgált.
A 13. században a helyi gróf építtetett egy várat. 1535-ben a vár a Fürstenberg hercegi család tulajdonába került, ezalatt népszerű kastély lett. A mai napig a nemesi családé.

## Közigazgatás
Heiligenbergnek egyesült önkormányzata van Salemmel és Frickingennel.

## Híres emberek
- Itt született 1547. november 10-én  Gebhard Truchsess von Waldburg, kölni érsek
- Itt született 1626. április 10-én Franz Egon von Fürstenberg, Strassburg püspöke